# 圣路易和帕拉乌
圣路易和帕拉乌（法語：Saint-Louis-et-Parahou，法語發音：[sɛ̃ lwi e paʁau] ⓘ）是法国奥德省的一个市镇，属于利穆区。

## 地理
圣路易和帕拉乌（42°50'52"N, 2°19'10"E）面积15.61 平方千米，位于法国奧克西塔尼大區奥德省，该省份为法国南部沿海省份，北起塔恩省，西北接上加龙省，西接阿列日省，南至东比利牛斯省，东临地中海，东北与埃罗省接壤。
与圣路易和帕拉乌接壤的市镇（或旧市镇、城区）包括：比加拉什、皮洛朗斯、圣朱利亚德贝克、圣瑞斯特和勒贝聚、科迪耶斯-德弗努耶德。

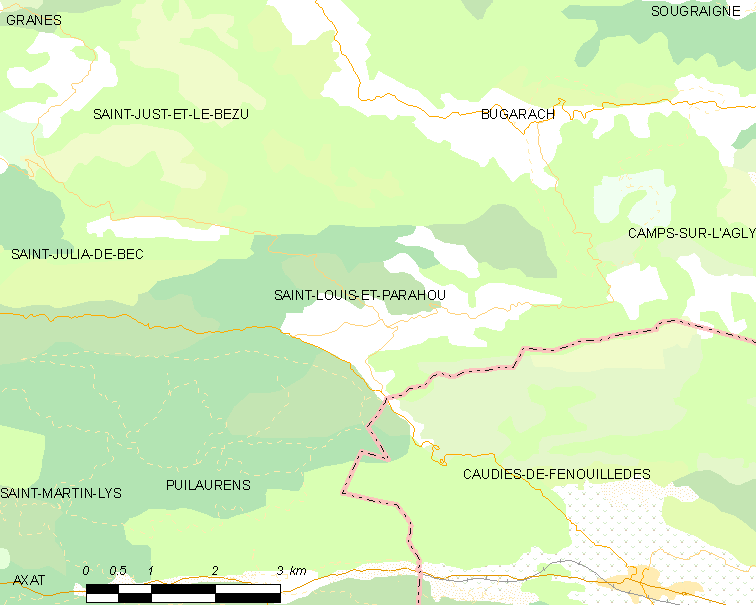
圣路易和帕拉乌的OSM定位图

圣路易和帕拉乌的时区为UTC+01:00、UTC+02:00（夏令时）。

## 行政
圣路易和帕拉乌的邮政编码为11500，INSEE市镇编码为11352。

## 政治
圣路易和帕拉乌所属的省级选区为上奥德河谷县。

## 人口

1962-2008年间圣路易和帕拉乌人口变化图示

圣路易和帕拉乌于2022年1月1日时的人口数量为53人。